# Петър Нейчев
Петър (Петруш) Нейчев (Нешев) Шишков е български революционер, член на Битолския окръжен комитет на Вътрешната македоно-одринска революционна организация.

## Биография
Петър Нейчев е роден в град Битоля, тогава в Османската империя, днес в Северна Македония. Занимава се с търговия. Влиза във ВМОРО. В 1904 година е член на окръжния комитет от Ресенската революционна околия. В 1906 година е делегат на Битолския окръжен конгрес, на който е избран за касиер на окръжния революционен комитет. В 1908 година участва на Кюстендилския конгрес на ВМОРО като представител на Битолския окръг.